# Nukutepipi
Nukutepipi is een onbewoond atol in de Tuamotuarchipel in Frans-Polynesië. Het is deel van de Îles du Duc de Gloucester. Het eiland ligt 22 km ten oosten van Anuanurunga en 700 km van Tahiti. Anuanurunga is ovaal, heeft een lengte van 2,7 km en een landoppervlakte (in feite twee kleine eilandjes die motu's worden genoemd) van 2,3 km² en het wateroppervlak van de lagune is 1,3 km².

## Geschiedenis
De ontdekking van het eiland door Europeanen was door de Britse marineofficier en ontdekkingsreiziger Philip Carteret. Hij beschreef het eiland op 12 juli 1767 als het meest zuidelijke eiland. In 1841 kreeg het eiland zijn huidige Polynesische naam. In 1850 werd het eiland Frans bezit en had toen geen permanente bewoning. In 1983 verwoestte een tropische cycloon een groot deel van de begroeiing van het eiland. Het eiland is privébezit en soms wonen er een tiental mensen, maar dit aantal varieert. Er is ruim geïnvesteerd in verblijfsaccommodatie en een start- en landingsbaan van 1600 m lengte. Het eiland was in 2018 te huur voor 1,5 miljoen US $ per week. Administratief/bestuurlijk hoort het bij de gemeente Hao.

## Fauna
Er komen 22 vogelsoorten voor en vijf soorten van de Rode Lijst van de IUCN waaronder de met uitsterven bedreigde hendersonstormvogel (Pterodroma atrata) en het witkeelstormvogeltje (Nesofregetta fuliginosa).
Atollen: Anuanuraro · Anuanurunga · Hereheretue · Nukutepipi